# SEAT Open 2001
SEAT Open 2001 — жіночий тенісний турнір, що проходив на закритих кортах з твердим покриттям у Люксембургу (Люксембург). Належав до турнірів 3-ї категорії в рамках Туру WTA 2001. Відбувся водинадцяте і тривав з 22 до 28 жовтня 2001 року. Перша сіяна Кім Клейстерс здобула титул в одиночному розряді, свій другий на цьому турнірі (перший був 1999 року), й отримала 27 тис. доларів США.

## Фінальна частина

### Одиночний розряд
Кім Клейстерс —  Ліза Реймонд, 6–2, 6–2
- Для Клейстерс це був 3-й титул в одиночному розряді за сезон і 6-й — за кар'єру.

### Парний розряд
Олена Бовіна /  Даніела Гантухова —  Б'янка Ламаде /  Патті Шнідер, 6–3, 6–3